# Isabel de Wied
Isabel Paulina Otília Luísa de Wied (Neuwied, 29 de dezembro de 1843 — Bucareste, 2 de março de 1916) foi Princesa de Wied, a esposa do rei Carlos I e Rainha Consorte da Romênia. Era também bastante conhecida por seu nome literário, Carmen Sylva.

## Biografia

### Família e primeiros anos
Nascida no Castelo Monrepos em Neuwied, Isabel era a única filha do príncipe Guilherme Carlos de Wied e de sua esposa, a duquesa Maria de Nassau, filha do duque Guilherme de Nassau e irmã do grão-duque Adolfo de Luxemburgo. A educação de Isabel centrou-se muito nas artes e a sua infância incluiu sessões espíritas e visitas ao asilo da região.

### Casamento

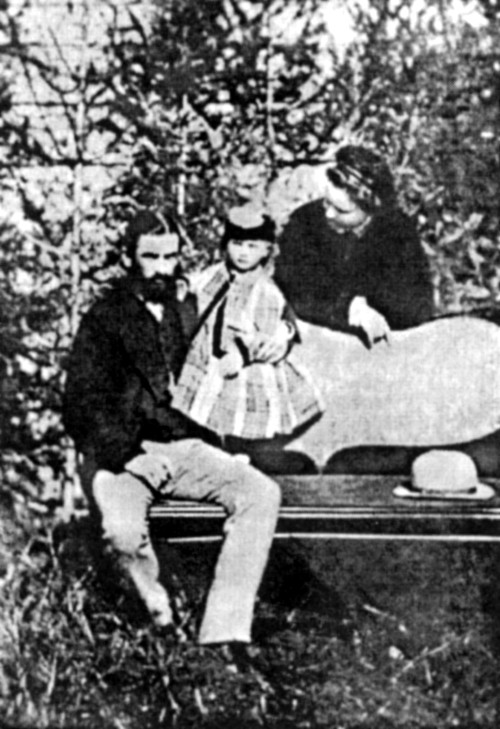
Isabel com o marido Carlos e a filha Maria

Quando tinha dezasseis anos de idade, Isabel chegou a ser considerada como candidata para se casar com o príncipe Alberto Eduardo de Gales, o futuro rei Eduardo VII do Reino Unido, conhecido por Bertie. A sua mãe, a rainha Vitória, estava muito interessada em tornar Isabel sua nora e pediu à sua filha, a princesa Vitória, que a investigasse mais. Isabel estava a passar a temporada social na corte de Berlim, onde a sua família esperava que ela se transformasse numa princesa dócil e pronta para casar. A princesa Vitória respondeu: "Não acho de todo que ela tenha um aspecto distinguée - é certamente o oposto dos gostos do Bertie", enquanto que a alta e elegante princesa Alexandra da Dinamarca era "exactamente o tipo que o Bertie admira." Também foram mostradas fotografias de Isabel a Bertie, mas ele declarou que não estava impressionado e recusou-se a olhar para elas uma segunda vez. No final acabaria por ser Alexandra a escolhida para o futuro rei.
Em 1861, em Berlim, Isabel conheceu o seu futuro marido, o então príncipe Carlos de Hohenzollern-Sigmaringen. Casaram-se no dia 15 de novembro de 1869. A única filha deles, Maria, morreu em 1874, de escarlatina, aos três anos de idade.
Durante a Guerra russo-turca de 1877–1878, Isabel dedicou-se aos feridos e criou a Ordem de Isabel (uma cruz dourada numa fita azul) para condecorar aqueles que se destingiram neste tipo de serviço. Promoveu o ensino superior para as mulheres na Romênia e criou várias instituições de caridade.
Uma grande pianista, organista e cantora, a rainha também demonstrou talento para a pintura. A sua imaginação poética levou-a à literatura, mais especificamente à poesia, ao folclore e a baladas. Além de numerosos trabalhos originais que escreveu, também recolheu muitas lendas dos camponeses romenos que mais tarde publicou.
Tornou-se amiga da imperatriz "Sissi" da Áustria.

### Atividade literária

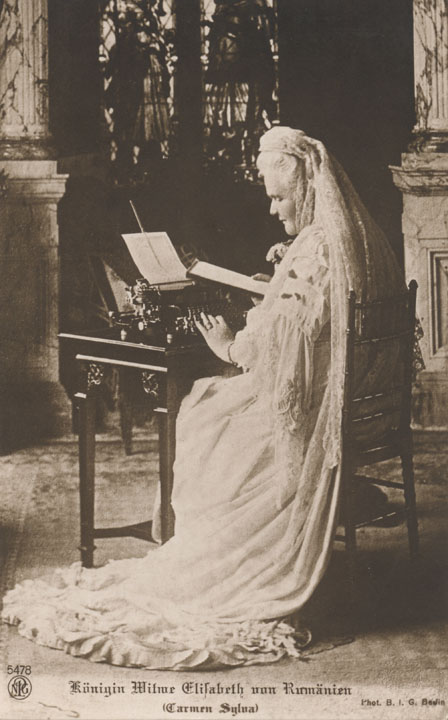
Isabel de Wied e sua máquina de escrever

Com o pseudônimo "Carmen Sylva", ela escreveu em alemão, romeno, francês e inglês. Criou poemas, romances, peças teatrais s, ensaios, contos e uma coleção de aforismos.
Suas primeiras publicações foram "Sappho" e "Hammerstein", dois poemas que apareceram em Leipzig no ano de 1880. Em 1888, ela recebeu o Prix Botta, um prêmio entregue pela Academia Francesa, por seu volume de aforismos "Les Pensees d'une reine" (Paris, 1882), cuja versão alemã é "Vom Amboss" (Bonn, 1890).
"Cuvinte Sufletesci", meditações reliosas em romeno (Bucareste, 1888), também foram traduzidas para o alemão, sob o nome de "Seelen-Gespräche".
Vários trabalhos de Carmen Sylva foram escritos em colaboração com Mite Kremnitz, uma de suas damas de honra. Esses foram publicados entre 1881 e 1888, alguns com o pseudônimo "Dito et Idem". Entre eles está "Ana Bolena", uma peça trágica. A rainha também fez traduções de livros de outros autores, alemães e romenos.

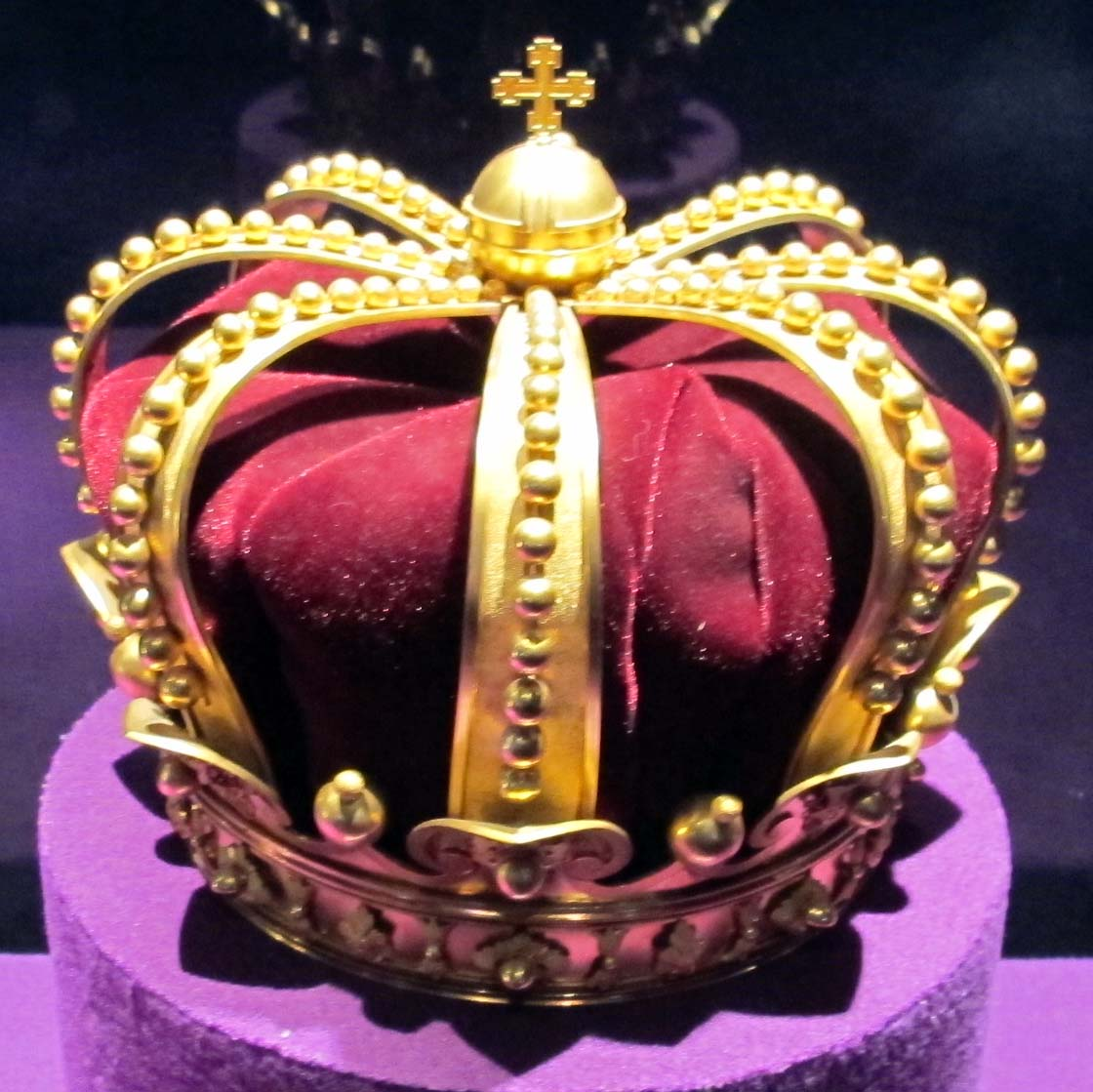
Coroa da rainha Isabel

Encontra-se no tomo V da revista "A leitura" (1894-1896) texto da sua autoria intitulado "Pensamentos  d'uma rainha".

### O caso Văcărescu
Em 1881, devido à falta de herdeiros ao trono romeno, o rei Carlos I adotou seu sobrinho, o príncipe Fernando. Um completo estranho em sua nova casa, Fernando ficou próximo de Elena Văcărescu, uma dama de companhia de sua tia Isabel. A rainha, muito próxima de Elena, encorajou o romance, mesmo sabendo perfeitamente que um casamento entre os dois seria proibido pela constituição romena. De acordo com a constituição romena de 1866, o herdeiro ao trono não podia desposar uma mulher romena. O caso Văcărescu ajudou a reforçar a reputação de excêntrica e sonhadora de Isabel.
Como resultado do romance, ela teve que exilar-se em Neuwied e Elena, em Paris. Fernando, por sua vez, viajou pela Europa à procura de uma esposa adequada e, em janeiro de 1893, desposou a princesa Maria de Edimburgo, neta da rainha Vitória do Reino Unido.

## Títulos, estilos e honras

### Títulos e estilos
- 29 de dezembro de 1843 – 15 de novembro de 1869: "Sua Alteza Sereníssima, a Princesa Isabel de Wied"
- 15 de novembro de 1869 – 15 de março de 1881: "Sua Alteza Real, a Princesa da Romênia"
- 15 de março de 1881 – 10 de outubro de 1914: "Sua Majestade, a Rainha da Romênia"
- 10 de outubro de 1914 – 2 de março de 1916: "Sua Majestade, a Rainha Isabel"

### Honras
- Dama da Ordem da Cruz Estrelada
- Dama Grã-Cruz da Ordem Real de Santa Isabel[5]
- Grande Cordão da Ordem de Santa Catarina[6]
- Dama da Real Ordem das Damas Nobres da Espanha
- Dama da Real Ordem de Vitória e Alberto (Primeira Classe)
- Grande Cruz da Ordem de São Sava